# John David Battaglia
John David Battaglia Jr. (2 de agosto de 1955 – 1 de febrero de 2018) fue un asesino convicto estadounidense que fue ejecutado por el asesinato de sus dos hijas en el estado de Texas. Battaglia asesinó a disparos a sus hijas Faith y Liberty Battaglia, de 9 y 6 años respectivamente, el 2 de mayo de 2001, como una «última venganza» contra su exesposa, Mary Jean Pearle, quien intentaba encarcelarlo.
Battaglia fue condenado a muerte y finalmente ejecutado por inyección letal el 1 de febrero de 2018.

## Biografía
John David Battaglia era de ascendencia italiana y nació el 2 de agosto de 1955 en el seno de una familia militar en una base de Alabama. De niño, se trasladó a través del país y por Alemania. Su padre dejó el ejército en 1970. Asistió a la escuela secundaria en Oregón y Dumont, Nueva Jersey, y finalmente se graduó de la Escuela Secundaria Dumont (Dumont High School). Asistió a la Universidad Fairleigh Dickinson, pero la abandonó en 1976. Después de meterse en problemas con la ley por usar drogas ilegales, se unió a los Marines. Se convirtió en sargento y dejó a los Marines para convertirse en contador. Se mudó a Dallas porque su padre vivía allí, y tomó clases nocturnas para convertirse en Contador Público Certificado (CPA) e hizo de modelo. Finalmente, se convirtió en contador público.
Battaglia se casó en 1985 con Michelle LaBorde, con quien tuvo su primera hija, Christie (n. 1986). Battaglia había cometido violencia doméstica contra LaBorde. Finalmente, se separaron en 1987.
Se casó por segunda vez el 6 de abril de 1991, con una mujer llamada Mary Jean Pearle, quien residía en Highland Park, en Dallas-Fort Worth metroplex. Tuvieron dos hijas, Faith (1992–2001) y Liberty Mae Battaglia (1995–2001), ambas eran estudiantes de la Escuela Primaria John S. Bradfield (John S. Bradfield Elementary School) en Highland Park.
En enero de 1999, Pearle se separó de Battaglia después de sufrir abuso verbal. En la Navidad de 1999, Battaglia estaba de visita para ver a Faith y Liberty cuando atacó a Pearle en un incidente de violencia doméstica. Como resultado, se declaró culpable de un cargo de asalto a nivel de delito menor y recibió dos años de libertad condicional. Pearle solicitó el divorcio inmediatamente después del incidente y el divorcio finalizó en agosto de 2000.
Hasta ese momento Battaglia nunca había golpeado a ninguna de sus hijas. Pearle declaró que anteriormente las adoraba, y no fue sino hasta que mató a las niñas que ella no creía que él fuera capaz de hacerles daño a pesar de su historial de violencia doméstica con sus anteriores parejas. A Battaglia se le permitía tener visitas periódicas con ellas.

## Asesinatos
El miércoles 2 de mayo de 2001, Pearle dejó a sus hijas con Battaglia para una cena planeada, pero en su lugar las llevó a su apartamento, en el Adam Hats Lofts, en el vecindario Deep Ellum en Dallas. Battaglia llamó por teléfono a Pearle desde el apartamento, y disparó y mató a sus hijas, de 6 y 9 años, mientras su exesposa escuchaba desde la otra línea. Durante la llamada, le pidió a Faith que le preguntara a Pearle: «¿Por qué quieres que papá vaya a la cárcel?». Antes de morir gritó: «No, papá, por favor, no lo hagas». Le dispararon tres veces y a Liberty, cinco veces. Le dijo a Pearle: «Feliz jodida Navidad», en referencia al incidente de la Navidad de 1999. Pearle terminó la llamada y marcó al 9-1-1. Después de los asesinatos, Battaglia dejó un mensaje en el contestador de la habitación de las niñas:
«Hola, chicas. Solo quiero decirles lo valientes que fueron, y espero que estén descansando en un lugar mejor ahora. Ojalá no tuvieran nada que ver con su madre. Es malvada, viciosa y estúpida».
Battaglia luego fue a un salón de tatuajes y se tatuó dos rosas, representando a sus hijas, en su bíceps izquierdo. Fue arrestado poco después, en una pelea a puñetazos con los agentes de policía que lo detuvieron, lo que lo dejó con un ojo morado. La policía confiscó 16 armas de fuego en su casa. Las autoridades de Texas declararon que Battaglia mató a sus hijas como venganza contra Pearle, porque se había quejado ante su agente de libertad condicional.
El funeral de las dos niñas se llevó a cabo en la Iglesia Luterana Nuestro Redentor (Our Redeemer Lutheran Church), en el norte de Dallas, y fueron enterradas en el Cementerio Hillcrest, en el norte de Dallas, junto con el padre de Pearle.

## Juicio, condena y procedimientos judiciales
El juicio por asesinato capital contra Battaglia comenzó el 22 de abril de 2002 y se llevó a cabo en el Frank Crowley Courts Building en Dallas. Howard Blackmon fue el fiscal principal; Battaglia fue representado por Paul Johnson y Paul Branchle. Los miembros del jurado deliberaron durante 19 minutos antes de condenar a Battaglia por el cargo más elevado, el asesinato capital. El 30 de abril de 2002, el mismo jurado pidió la pena de muerte para Battaglia. Después de recibir su sentencia, Battaglia fue encarcelado en la Unidad Polunsky, cerca de Livingston. Después de la sentencia, su exesposa le dijo que se quemara en el infierno para siempre. Ella también dijo: «Eres uno de los asesinos más atroces de los tiempos modernos. Me gustaría decir que la próxima vez que me veas es cuando te pongan la aguja en el brazo... Pero no voy a perder el tiempo para estar allí». Pearle al final cambió de opinión y asistió a la ejecución de Battaglia, casi 16 años después.
Las condenas de muerte se apelan automáticamente, y los abogados de apelación de Battaglia lucharon para que se le conmutara su condena a muerte por cadena perpetua sin posibilidad de libertad condicional. La ejecución de Battaglia estaba programada para el 30 de marzo de 2016, pero la Corte de Apelaciones del Quinto Circuito de los EE. UU. emitió una suspensión para que la corte pudiera revisar sobre los reclamos de sus abogados de que no era mentalmente competente para ser ejecutado. El Estado de Texas no impugnó esta suspensión, y su ejecución fue aplazada. El 15 de agosto de 2016, Battaglia recibió la fecha de ejecución para el 7 de diciembre de 2016. El 2 de diciembre de 2016, el Tribunal de Apelaciones Penales de Texas emitió una suspensión de la ejecución de Battaglia debido a cuestiones relativas a su competencia mental. El fallo dio a sus abogados sesenta días para argumentar ante el Tribunal de Apelaciones Penales.
El 20 de septiembre de 2017, el Tribunal de Apelaciones Penales de Texas desestimó el reclamo de incompetencia mental de Battaglia. En una audiencia de competencia en noviembre de 2016, un experto en salud mental testificó que Battaglia probablemente simulaba síntomas de enfermedad mental en un intento por retrasar su ejecución. El tribunal de apelaciones afirmó esto, afirmando que Battaglia probablemente estaba fingiendo. El 31 de octubre de 2017 se firmó la sentencia de muerte de Battaglia y se fijó una nueva fecha de ejecución para el 1 de febrero de 2018. Las apelaciones subsiguientes fracasaron.

## Ejecución

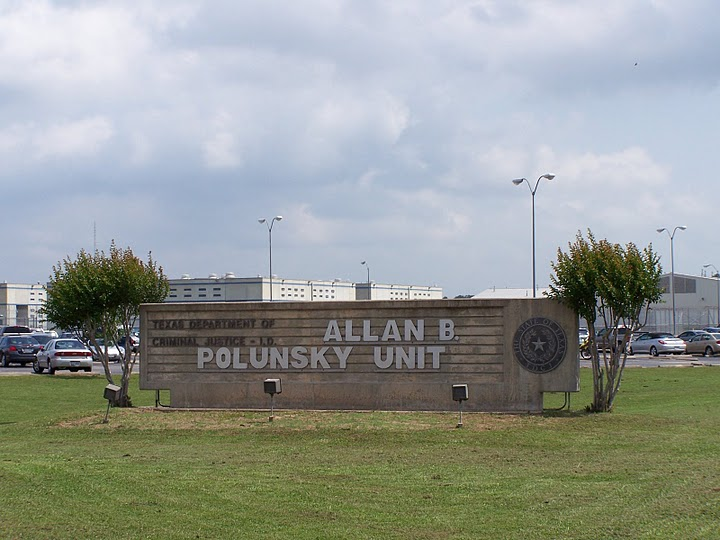
Unidad Allan B. Polunsky, donde se encuentra el corredor de la muerte para hombres de Texas.

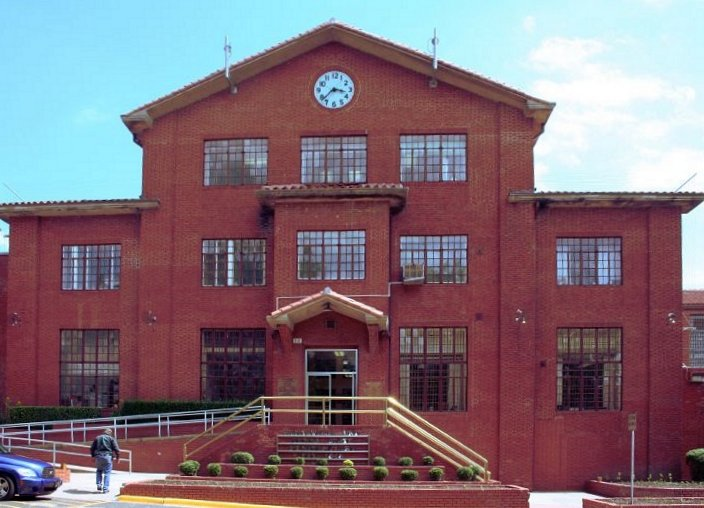
Unidad de Huntsville, donde se encuentra la cámara de ejecución de Texas.

John David Battaglia fue ejecutado por inyección letal a las 9:40 p. m. (CST) el 1 de febrero de 2018 en la Unidad de Huntsville en Huntsville, casi dieciséis años después de su sentencia original. Nadie asistió en la sala de testigos para el convicto. Mary Jeane Pearle estaba en el lado de las víctimas del área de observación de la cámara de la muerte para verlo morir; al ver a su exesposa en la sala de testigos, Battaglia dijo: «Bueno, hola Mary Jean», luego, volviéndose hacia el alcaide, dijo: «Los veré más tarde. Adiós. Adelante, por favor». Mientras se alejaba de la ventana de cristal que la separaba de Battaglia, Pearle dijo: «Ya he visto suficiente de él».

## Consecuencias
Durante la década de 2000, este fue uno de una serie de homicidios domésticos relacionados con Park Cities, Highland Park y University Park, dos enclaves ricos en el metroplex. Stephen Michaud, del Dallas Observer, escribió: «Nunca en la memoria de Park Cities han sido sacudidas por tan indecibles, y aparentemente similares, homicidios familiares como los tres asesinatos más recientes, todos los cuales ocurrieron en un periodo de 25 meses».
No, Daddy, Don't!: A Father's Murderous Act of Revenge, un libro de no ficción de Irene Pence publicado en 2003, trata sobre los asesinatos.
Faith and Liberty's Place, un centro para visitas supervisadas de niños, operado por el refugio de abuso doméstico de Dallas The Family Place, fue establecido en memoria de las víctimas.
Como resultado del crimen, Toby Goodman patrocinó un proyecto de ley en la Legislatura del Estado de Texas que pediría a los jueces que consideraran la historia de la violencia doméstica al considerar si las visitas de los padres con sus hijos serían supervisadas o no. El Senado de Texas aprobó por unanimidad el Proyecto de Ley 140, que fue firmado como ley por el Gobernador de Texas Rick Perry, y entró en vigor el 1 de septiembre de 2001.
El juez de la Corte de Familia del Condado de Dallas, David Finn, había desestimado el cargo de agresión de Battaglia en una audiencia previa. El año después de los asesinatos, renunció a su puesto como juez y se postuló contra el actual Bill Hill para la elección como fiscal de distrito del condado de Dallas. Pearle hizo campaña contra Finn, declarando que su fallo mantenía a Battaglia fuera de prisión, lo que permitió que el padre matara a sus hijas. Finn perdió las elecciones del 12 de marzo cuando recibió solo el 25% de los votos.